# بويد وينشستر
بويد وينشستر هو محامي ودبلوماسي وسياسي أمريكي، ولد في 23 سبتمبر 1836 في مقاطعة أسكنسيون في الولايات المتحدة، وتوفي في 18 مايو 1923 في لويفيل في الولايات المتحدة. نشط حزبياً في الحزب الديمقراطي. وقد انتخب سفير وانتخب عضو مجلس النواب الأمريكي ‏.